# 謝志忠
謝志忠（1969年4月6日—）為台灣政治人物，民主進步黨籍，現任台中市議員。
青年時期曾參與野百合學運，畢業後則在台中從事政治工作。曾擔任過行政院、經濟部水利署、臺灣省政府等部門的機要秘書、以及台中縣政府工策會總幹事；亦曾在立法委員邱太三服務處擔任主任。
2005年首度代表民進黨參選，即順利當選台中縣議員；2010年台中縣市合併升格後，連任第一～三屆大台中市議員，共連任四屆台中議員至今。
2023年，受民進黨徵召參選台中市第八選區立法委員，再度對上中國國民黨現任立委江啟臣，未能當選。
2023年11月，遭國民黨指控東海大學碩士論文有29頁出現抄襲情況，每3頁就有1頁是抄襲，謝志忠聲明會自請調查。

## 選舉紀錄
| 年度 | 選舉屆數               | 選舉區           | 所屬政黨   | 得票數 | 得票率 | 當選標記 | 備註 |
| ---- | ---------------------- | ---------------- | ---------- | ------ | ------ | -------- | ---- |
| 2005 | 第十六屆臺中縣議員選舉 | 臺中縣第一選舉區 | 民主進步黨 | 7,630  | 7.80%  |          |      |
| 2010 | 第一屆臺中市議員選舉   | 臺中市第四選舉區 | 民主進步黨 | 17,326 | 14.35% | [ 4 ]    |      |
| 2014 | 第二屆臺中市議員選舉   | 臺中市第四選舉區 | 民主進步黨 | 21,648 | 17.86% | [ 5 ]    |      |
| 2016 | 第九屆立法委員選舉     | 臺中市第八選舉區 | 民主進步黨 | 70,549 | 48.60% |          |      |
| 2018 | 第三屆臺中市議員選舉   | 臺中市第四選舉區 | 民主進步黨 | 16,714 | 13.98% |          |      |
| 2022 | 第四屆臺中市議員選舉   | 臺中市第四選舉區 | 民主進步黨 | 12,529 | 11.52% |          |      |
| 2024 | 第十一屆立法委員選舉   | 臺中市第八選舉區 | 民主進步黨 | 64,542 | 42.13% |          |      |

## 外部連結
- 謝志忠臉書
- 謝志忠 幫您講話 粉絲專頁
- 謝志忠議會質詢（页面存档备份，存于）
- 謝志忠Youtube專頁（页面存档备份，存于）
- 臺中市政府（页面存档备份，存于）
- 臺中市議會
- 中選會選舉資料庫（页面存档备份，存于）